# Дада-преглед
„Дада – преглед“ (на немски: Dada-Rundschau) е фотомонтаж на германската художничка Хана Хьох от 1919 г.
Творбата е с размери 43,7 x 34,6 cm. През 1919 г. Хана Хьох започва да усвоява техниката на фотомонтажа в експерименталната работилница на Дада. До края на живота си, въпреки традиционното си художествено образование, продължава да твори чрез комбинация на изрезки от печатните медии. „Дада – преглед“ представлява различни фрагменти от текст и изображения, представящи гротескен политически калейдоскоп. Колажът е напречен разрез на периода след Първата световна война. В него е възможно да бъдат разпознати лицата на германския президент Фридрих Еберт по бански и американския президент Удроу Уилсън като ангел на мира. Забелязва се присмех, промяна на перспективи и пропорции, а между тях думи и букви. Хана Хьох е единствената жена от берлинските дадаисти, които чрез фотомонтаж прави пародия на „гигантските глобални абсурди“ с помощта на снимки, заглавия и рекламни материали от списания.
Творбата е част от колекцията на Държавния музей на модерното изкуство в Берлин, Германия.